# Pseudoparaphyse
En mycologie, les pseudoparaphyses sont de longs organes stériles des champignons, que l'on trouve dans les structures du sporophore, le périthèce et le pseudothèce. Contrairement aux véritables paraphyses, elles s'insèrent dans l'hyménium par le haut et non par le bas. Elles ne possèdent donc pas d'extrémités libres à la surface de l'hyménium.
On trouve des pseudoparaphyses surtout chez les représentants des Dothideomycetes, en particulier chez les Pleosporomycetidae, mais aussi chez les Hypocreomycetidae de la classe des Sordariomycetes.